# Loxoconcha malcomsoni
Loxoconcha malcomsoni is een mosselkreeftjessoort uit de familie van de Loxoconchidae. De wetenschappelijke naam van de soort is voor het eerst geldig gepubliceerd in 1985 door Horne & Robinson.